# Oshiya
Oshiya (jap. 押し屋 pol. upychacz) − pracownik tokijskiego metra lub kolei naziemnej, którego zadaniem jest upychanie ludzi do pociągów w czasie porannego i wieczornego szczytu komunikacyjnego.

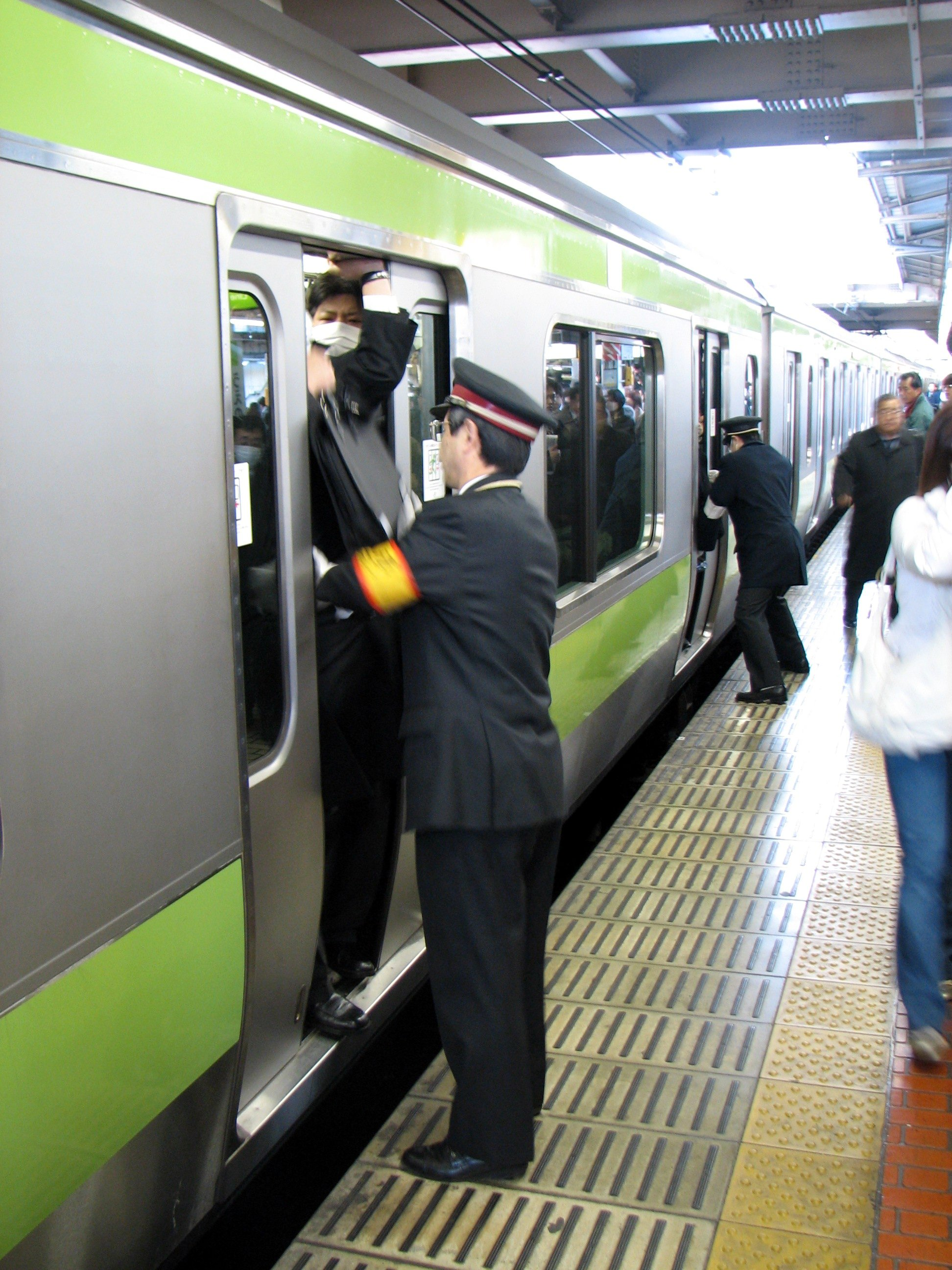
Oshiya na stacji Ueno

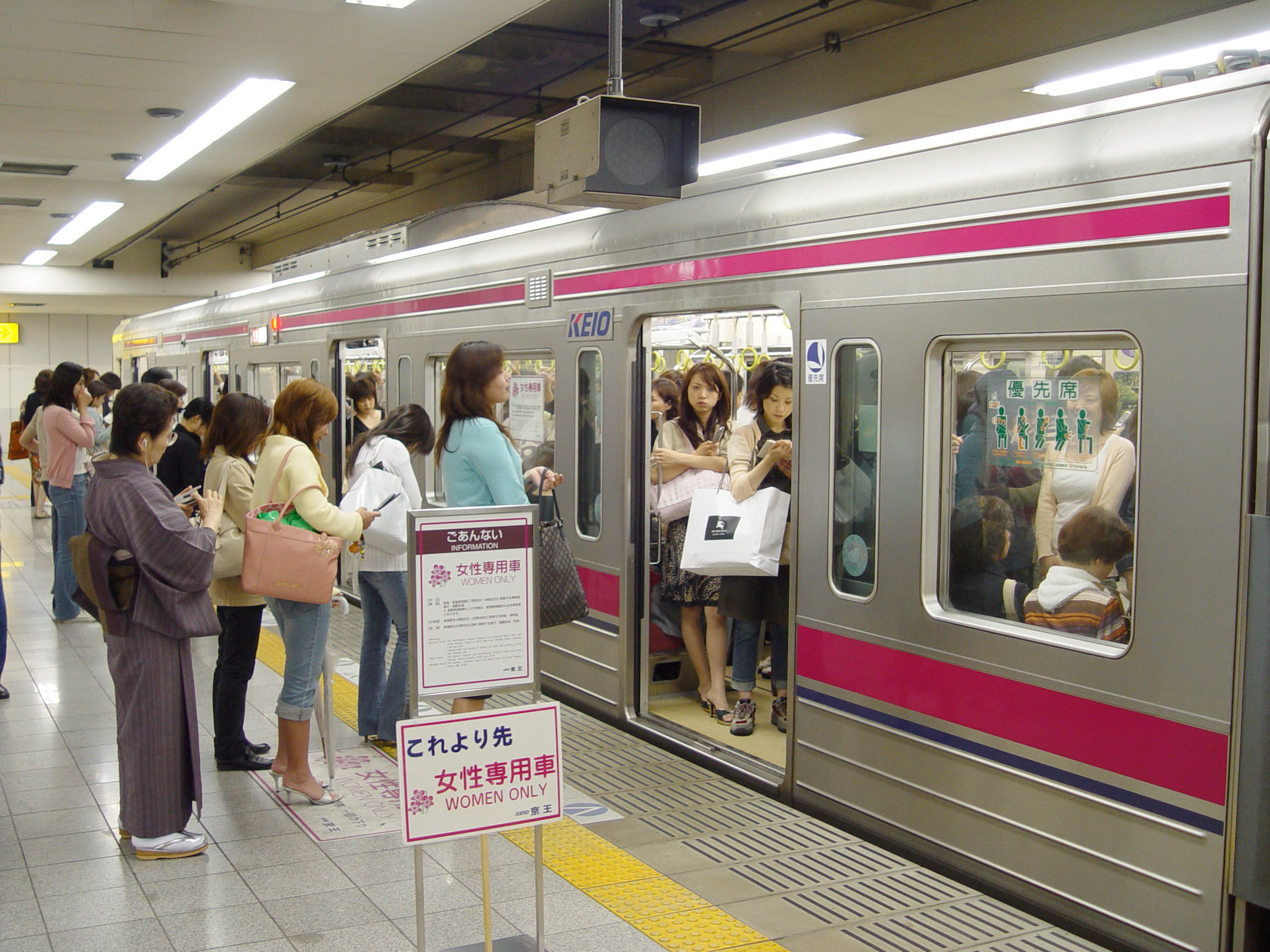
Wagon dla kobiet na linii Keiō

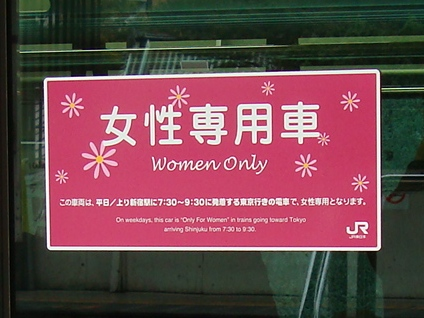
Wagon „Tylko dla kobiet”

Po raz pierwszy oshiya zostali wprowadzeni w 1955 roku na tokijskim dworcu Shinjuku, najbardziej ruchliwej stacji całej sieci kolei japońskich. Nazwano ich wówczas „pracownikami ds. porządkowania (organizowania) pasażerów” (jap. 旅客整理係, ryokaku (lub ryokyaku) seiri gakari). Początkowo pracę tę wykonywali głównie dorabiający studenci, obecnie są wśród nich pracownicy etatowi. Obecnie oshiya pracują na wielu stacjach w aglomeracji tokijskiej. Oshiya noszą mundury, czapki i białe rękawiczki.
Oshiya pracują na stacjach, na których pociągi wypełnione są bardziej niż w 120%. Ich zadaniem jest pilnowanie, aby w zamykających się drzwiach nie utknęły osoby lub przedmioty, upychanie pasażerów, aż do zamknięcia się drzwi oraz odciąganie osób, które do wagonu się nie zmieszczą. Po wypełnieniu wszystkich obowiązków przez oshiya pracownicy stacji (także pomagają przy „upychaniu”) sygnalizują ręką, czerwoną chorągiewką lub lampą, że pociąg może bezpiecznie odjechać. Kolejarze japońscy posługują się zestawem charakterystycznych, zawodowych gestów, które wykonują przy wjeździe i wyjeździe pociągów na peron.
Ze względu na tak ogromny tłok w godzinach szczytu, a więc i narażanie kobiet na nieetyczne zachowanie mężczyzn – podobnie, jak w niektórych innych krajach – wprowadzono wagony wyłącznie dla kobiet.